# به من باور داشته‌باش (ترانه بانی تایلر)
«به من باور داشته‌باش» (به انگلیسی: Believe in Me) تک‌آهنگی از هنرمند اهل بریتانیا بانی تایلر است که در سال ۲۰۱۳ میلادی منتشر شد.